# Niels Lykke (rigsråd)
 Der er flere personer med dette navn, se Niels Lykke.
Niels Lykke (født ca.1492 - død 1535) var en norsk rigsråd, medlem af Lykke-slægten.
Lykke var søn af Joachim Lykke i hans ægteskab med Maren Bille og rimeligvis født ca. 1492, siden han allerede som barn i år 1502 kom i Kong Hans’ og dennes søn Christians tjeneste. Han kom i et meget nøje forhold til Christian 2., forlenedes 1519 med Gavnø Nonnekloster og sendtes samme år til ærkebiskop Birger med befalingen om at fængsle den pavelige legat Arcimboldus. Ved det stockholmske blodbad (1520) overdroges til den smidige og veltalende hofmand det kildne hverv at skulle besmykke kongens adfærd for den på Stortorvet forsamlede mængde, før henrettelserne begyndte. Man tilskrev ham i forening med Sigbrit og Hans Mikkelsen stor del i kongens lovgivning. Som "Køgemester" ledsagede han kongen på dennes rejser både i Slesvig 1522 og i Jylland 1523, og ligesom hans senere svoger Vincents Lunge benyttedes han på denne tid af Kongen som mægler over for de jyske oprørere. At han, biskop Ove Billes søstersøn, ved hele sin færd var kommen på kant med det katolske adels- og bispeparti, er således intet under; han forblev også kongen tro, deltog i Københavns forsvar (1523) ved Henrik Gjøes side og fulgte senere med denne til Bremen. Under landflygtigheden blev han oftere af kongen eller dronningen brugt til diplomatiske sendelser, og man har fra denne tid breve fra ham både til kongen og dronningen, fulde af de stærkeste forsikringer om evig troskab. Han blev imidlertid indviklet i Henrik Gjøes uheldige pengeforhold og kom også i et spændt forhold til denne. Han forblev også i udlandet længe efter, at Henrik Gjøe var vendt tilbage til sin ventende brud; endnu i november 1526 modtog han således fra kongen 3 safirer, vel som en erstatning for de store udgifter, han havde haft for kongens skyld. 
Miskendt af kongen og uden tilbørlig hjælp fra denne tænkte imidlertid også Niels Lykke på at vende tilbage til en brud. Allerede i december 1524 skrives til Christian 2., at Niels Lykke lod sig gøre "Fløjels og andre kostelige Klæder udi Antwerpen", og at man formodede, at han "vil hjem til Bryllups". Først måtte han dog udsone sig med Frederik 1. I august 1527 var sagen om "Niels Lykkes Bryllupsbrev" også genstand for forhandlinger på herredagen i Odense, efter at Niels Lykkes far, Joachim Lykke, hans slægtning rigsråd Peder Lykke og hans morbror Ove Bille vare gået i borgen for ham. Først i løbet af 1528 syntes sagen at være kommet i orden; der var også nu fare ved udsættelsen. Den ventende brud var nemlig jomfru Elline Nielsdatter Gyldenløve fra Østeråt i Norge, hvem hendes mor, fru Inger Ottesdatter, og hendes svoger hr. Vincents Lunge netop på denne tid imod hendes eget ønske var i færd med at bortfæste til den ynkelige "Daljunker". Under disse omstændigheder fik Niels Lykkes bryllup politisk betydning; den smidige mand blev nu fuldstændig udsonet med kong Frederik, optaget i ridderværdigheden og i august 1528 som kongens "tro Mand og Tjener" sendt til Norge med vigtige hverv fra kongen; man havde i ham fundet en mand, der inden for den østeråtske families egen kreds kunde danne en slags modvægt mod den egenrådige hr. Vincents selv. Kort efter at hr. Vincents havde måttet opgive Bergenhus, stod hr. Niels Lykkes bryllup med jomfru Elline på Nyborg, Peder Lykkes forlening. Selv opfordredes fru Inger til at afstå til sin nye svigersøn sine Len, kongsgården Fossen med Søndmøre, Romsdalen m. m. 
Under meget vanskelige forhold kom Niels Lykke således til Norge; faderen, Joachim Lykke, udtaler også sin frygt for den træske hr. Vincents og anbefaler sønnen til sin svoger Eske Bille, der samtidig havde afløst Vincents Lunge på Bergenhus. Fejden mellem ærkebiskop Olaf på den ene og Vincents Lunge på den anden side var netop begyndt. Hr. Niels Lykke kunde ikke engang komme i besiddelse af de ham lovede len, som ærkebispen havde besat. Desto ivrigere arbejdede han i forening med Eske Bille på at få en forsoning bragt til veje, hvilket også til sidst (marts 1530) lykkedes ham, hvorpå fru Inger i året 1531, vistnok meget mod sit ønske, måtte afstå sine len til sin svigersøn. Ved sit smidige væsen og sin mæglende evne lykkedes det også Niels Lykke at komme i et tilsyneladende godt forhold til sine norske omgivelser. Ivrig søgte han i forening med Eske Bille at bevare forbindelsen med Danmark og indlagde sig herved ikke ringe gunst hos Frederik 1. Da der således i året 1531 var fastsat en fælles dansk-norsk herredag i København, samtidig med at Christian 2.'s angreb kunde ventes, overdroges det Niels Lykke, som i den anledning var kommet til Danmark, sammen med Mogens Gjøe at overbringe kongens hverv til herredagen. Selv efter at herredagen var opløst, beholdt kongen Niels Lykke hos sig; denne havde således i forening med Johan Rantzau stor del i, at der allerede i januar 1532 sendtes en lille undsætning til Mogens Gyldenstjerne, ligesom kongen også på denne tid synes at have villet bruge Niels Lykke til diplomatiske sendelser i Nordtyskland for at modarbejde Christian 2., og da det store tog skulle afgå til Oslo for at bekæmpe kong Christian, fik hr. Niels Lykke nu (april 1532), tillige med værdighed som rigsråd, sæde i den kommission, der med biskop Knud Gyldenstjerne i spidsen atter skulle bringe Norge under kong Frederiks magt. Tillige overdroges det Niels Lykke, så snart kommissærerne fandt det belejligt fra Oslo at sende en del af skibene nord på, i forening med Vincents Lunge atter at bringe nordlandene til ro. Også andre begunstigelser viste kongen på denne tid sin yndling; han fik således bekræftelse på forleningen med Tuterø Kloster; for også i Norge havde Niels Lykke, ligesom tidligere i Danmark, vist sig begærlig efter kirkens gods og "lutherisk". I det hele taget sporer man jo hos ham i høj grad opløsningstidens uro, dens mangel på fasthed og karakterstyrke. 
Niels Lykke fik stor Indflydelse på kong Christians skæbne; at man til sidst beseglede lejdebrevet, tilskrives for en stor del hans veltalenhed. Han rejste derpå (juli 1532) nord på for at svale sin hævn på ærkebispen, der efter Christian 2.’s bud flere gange havde ladet hans forleninger og ejendomme udplyndre, hans hustru og børn "indmane" i et slags fængsel. Kort efter at de ved et fra Bergen udgået strejftog atter var blevet befriede, døde fru Elline, uden at Niels Lykke fik hende at se. I forening med Vincents Lunge tvang han derpå ærkebispen til forlig og erstatning; men hans største rolle var nu udspillet; på grund af lejdebrevets udstedelse var han faldet i unåde hos Frederik 1.; det ham og Vincents Lunge betroede hverv fratoges dem og gaves til andre. 
I den følgende tid (1533-34) holdt Niels Lykke sig rolig i Norge, sædvanlig på sine forleninger Fossen og Tuterøen. Til ærkebispen kom han atter tilsyneladende i et godt forhold; stadig arbejdede han, ligesom Eske Bille, på at bevare forbindelsen med Danmark. Men imidlertid var der opstået et kærlighedsforhold mellem ham og hans afdøde hustrus søster jomfru Lucie. Han forlangte hende til ægte, men da ægteskab med den afdøde hustrus søster stred mod kirkens love og nedarvet skik, fremkaldte han herved stor forbitrelse mod sig både i Danmark og Norge, og denne blev ikke mindre, da Lucie midt under det hele fødte en søn; dette betragtedes af kirken som blodskam ("Kætteri"). I begyndelsen syntes ærkebiskoppen ikke at ville gribe stærkt ind og udstedte end også et lejdebrev for Niels Lykke; men da Vincents Lunge som familiens formynder med uforsonligt had forlangte ham straffet, og da Niels Lykke imidlertid gik helt over til lutherdommen, brød ærkebispen det Niels Lykke givne lejde, angreb ham på Fossen og tog ham til fange. En i Trondheim nedsat ret af lagmænd, rådmænd m.fl. dømte ham (21. juli 1535) i ærkebispens hænder på kronens vegne med liv og gods, "dog hans liv ubehindret, indtil Norges råd ydermere om hans sag dømmendes vorder". En sådan dom afsagdes i Oslo i august samme år, dog kun af det søndenfjældske råd. Tage livet af ham vovede man dog endnu ikke; det søndenfjældske råd havde imidlertid sluttet sig til Christian 3., og denne syntes at ville tage sig af Niels Lykke, idet han mente, at en sådan ægteskabsforbindelse vel ikke stred mod den bibelske lov, men nok mod kejserloven og landsloven, "som også er af Gud". 
Niels Lykke selv hævdede, at Lucie og han "var sammenføjede af Gud", og når man fra luthersk side ikke anså svogerskabet for en hindring, kunde Niels Lykke efter datidens opfattelse med en vis ret sige dette; kirkelig vielse var ikke en nødvendig betingelse for et lovgyldigt ægteskab, parternes frivillige samtykke i forening med ægteskabeligt samliv var det egentlig ægteskabsstiftende. Men da ved juletid det store rigsmøde skulle samles i Trondheim, hvor det var nødvendigt, at ærkebispen traf sit endelige valg mellem Christian 3. eller Christian 2.'s slægt, da blev juleaften 1535 hr. Niels Lykke "røget ihjel" i ærkebispens fangetårn, få dage før Vincents Lunge blev dræbt og de øvrige danskfødte råder fængslede. Om ærkebispen har ladet kætterstraffen fuldbyrde, eller om man har anvendt det fra hanseaterne i Bergen berygtede "Røgespil" imod Niels Lykke, vil vel aldrig blive oplyst. I den i anledning af Vincents Lunges drab udstedte erklæring af almuen i Trøndelagen hedder det blot, at hr. Niels Lykke har fået "sin tilbørlige straf for det kætteri, han bedrev med sin hustrus søster". Den ulykkelige Lucie blev senere gift med en skånsk adelsmand, Jens Thillufsen Bielke. 